# Suy thượng thận
Suy thượng thận (hay suy tuyến thượng thân) là tình trạng tuyến thượng thận không sản xuất đủ lượng hormone steroid, chủ yếu là cortisol; nhưng cũng có thể bao gồm sự suy giảm sản xuất aldosterone (một loại mineralocorticoid) là một hormone giúp tái hấp thu natri, bài tiết kali và giữ nước. Thèm ăn mặn do mất natri trong nước tiểu là triệu chứng phổ biến.
Bệnh Addison và tăng sản thượng thận bẩm sinh có thể phát triển thành suy thượng thận. Nếu không được điều trị, suy thượng thận gây nên các triệu chứng như đau bụng, nôn mửa, yếu cơ và mệt mỏi, trầm cảm, hạ huyết áp, sút cân, suy thận, thay đổi tâm trạng và tính cách, thậm chí là sốc (cơn bão thượng thận). Cơn bão thượng thận xảy ra nếu cơ thể bị stress, chẳng hạn như tai nạn, chấn thương, phẫu thuật hoặc nhiễm trùng nặng; tiên lượng tử vong cao.
Suy thượng thận cũng có thể xảy ra khi vùng dưới đồi hoặc tuyến yên không tạo đủ lượng hormone hỗ trợ điều hòa chức năng tuyến thượng thận. Nguyên nhân kể trên gây nên suy tuyến thượng thận thứ phát (secondary) do thiếu sản xuất ACTH trong tuyến yên hoặc suy thượng thận loại ba (tertiary) do thiếu CRH ở vùng dưới đồi.

## Phân loại
Có ba loại suy thượng thận
- Suy thượng thận tiên phát do suy giảm chức năng của tuyến thượng thận.
  - 80% là do một bệnh tự miễn gọi là bệnh Addison hoặc viêm thượng thận tự miễn.
  - suy thượng thận vô căn, nghĩa là không rõ nguyên nhân.
  - do tăng sản thượng thận bẩm sinh hoặc một u tuyến (adenome) của tuyến thượng thận.
  - Các nguyên nhân khác gồm; Nhiễm trùng (lao, CMV, bệnh mô tế bào, nhiễm nấm Paracoccidioides), mạch máu (xuất huyết do nhiễm trùng huyết, huyết khối tĩnh mạch thượng thận, Giảm tiểu cầu do heparin (heparin-induced thrombocytopenia – HIT), bệnh lắng đọng (bệnh huyết sắc tố, bệnh amyloidose, bệnh sarcoidose), thuốc (thuốc chống nấm azole, etomidate (thậm chí một liều), rifampin, thuốc chống co giật).
- Suy thượng thận thứ phát do tổn thương tuyến yên hoặc vùng dưới đồi.[8] Nguyên nhân chủ yếu do u tuyến yên (tăng sản xuất adrenocorticotropic hormone (ACTH)); vàhội chứng Sheehan chỉ gặp tổn thương ở tuyến yên.
- Suy thượng thận loại ba do bệnh vùng dưới đồi làm giảm tiết corticotropin releasing hormone (CRH, horrmone giải phóng corticotropin).[9] Nguyên nhân hay gặp là do u não và đột ngột ngừng sử dụng steroid ngoại sinh lâu dài.[10]

## Triệu chứng cơ năng và triệu chứng thực thể
Các triệu chứng thực thể và triệu chứng cơ năng: hạ đường huyết, mất nước, sút cân và rối loạn tính cách. Bệnh nhân có thể bị suy nhược, mệt mỏi, chóng mặt, hạ huyết áp, huyết áp có thể tụt xuống thêm khi đứng (hạ huyết áp tư thế), trụy tim mạch, đau nhức cơ, buồn nôn, nôn mửa và tiêu chảy. Những vấn đề này có thể phát triển dần dần và âm thầm. Bệnh Addison có thể biểu hiện với tình trạng da sạm (rám nắng), loang lổ hoặc thậm chí loang ra khắp cơ thể. Các vị trí đặc trưng của sạm da là ở vị trí các nếp nhăn trên da (ví dụ như ở bàn tay) và má. Bướu cổ và bạch biến, tăng bạch cầu ái toan có thể xuất hiện.

## Chẩn đoán
Dựa vào:
- Điện giải
- Cortisol huyết thanh
- ACTH huyết thanh
- Đôi khi là test kích thích ACTH

Triệu chứng lâm sàng và dấu hiệu cho thấy suy thượng thận. Đôi khi chẩn đoán được đặt ra chỉ nhờ rối loạn điện giải, bao gồm natri thấp (< 135 mEq/L), kali cao (> 5 mEq/L), HCO3 thấp (15 đến 20 mEq / L), và urea máu cao.

### Tác động
| Bệnh sinh                      | CRH  | ACTH | DHEA | DHEA-S | cortisol | aldosterone | renin | Na   | K           | Nguyên nhân5 |
| vùng dưới đồi (thứ ba)1        | thấp | thấp | thấp | thấp   | thấp3    | thấp        | thấp  | thấp | thấp        | u vùng dưới đồi (u tuyến), kháng thể, độc tố, chấn thương đầu                                                              |
| tuyến yên (thứ phát)           | cao2 | thấp | thấp | thấp   | thấp3    | bình thường | thấp  | thấp | bình thường | u tuyến yên (u tuyến), kháng thể, độc tố, chấn thương đầu, phẫu thuật cắt bỏ6, hội chứng Sheehan                           |
| tuyến thượng thận (tiên phát)7 | cao  | cao  | cao  | cao    | thấp4    | thấp        | cao   | thấp | cao         | u thượng thận (u tuyến), stress, kháng thể, độc tố, bệnh Addison, chấn thương, phẫu thuật cắt bỏ, lao kê tuyến thượng thận |

| 1 | bao gồm luôn chẩn đoán suy thượng thận thứ phát (giảm năng tuyến yên) |
| 2 | Chỉ khi quá trình sản xuất CRH ở vùng dưới đồi còn nguyên vẹn         |
| 3 | Khi kích thích, giá trị tăng hơn gấp đôi giá trị ban đầu              |
| 4 | Khi kích thích, giá trị tăng chưa được gấp đôi giá trị ban đầu        |
| 5 | Hay gặp, không bao gồm tất cả các nguyên nhân có thể xảy ra           |
| 6 | Thường là do khối u rất lớn (macroadenoma)                            |
| 7 | Bao gồm bệnh Addison                                                  |

## Điều trị
- Cơn bão thượng thận
  - Đặt đường truyền tĩnh mạch[4]
  - Truyền steroid (Solu-Cortef/hydrocortisone đường tiêm) sau đó uống hydrocortisone, prednisone hoặc methylpredisolone[4]
  - Nghỉ ngơi
- Thiếu hụt Cortisol (tiên phát hoặc thứ phát)
  - Hydrocortisone (Cortef)
  - Prednisone (Deltasone)
  - Prednisolone (Delta-Cortef)
  - Methylprednisolone (Medrol)
  - Dexamethasone (Decadron)
  - Hydrocortisone dạng thuốc cốm (Alkindi)[13]
- Thiếu hụt mineralocorticoid (aldosterone thấp)
  - Fludrocortisone acetat

(Để cân bằng natri, kali và nước)